# Kim Hyang-mi
Kim Hyang-mi (19 september 1979) is een Noord-Koreaans tafeltennisspeelster. Zij mocht dankzij een gekregen wildcard meedoen aan de Olympische Zomerspelen 2004 en werd daarop vervolgens pas in de finale gestopt door de regerend nummer één van de wereld, Zhang Yining. Drie jaar eerder won de Noord-Koreaanse eveneens zilver met het nationale vrouwenteam, in het landentoernooi van de wereldkampioenschappen in Osaka.
Hyang-mi's hoogste positie op de ITTF-wereldranglijst is de zeventiende, die ze in september 2004 bereikte.

## Sportieve loopbaan
Hyang-mi debuteerde in het internationale (senioren)circuit op het Engeland Open 2001, in het kader van de ITTF Pro Tour. Na daar samen met Kim Hyon-hui meteen het dubbelspeltoernooi te winnen, bouwde ze een reputatie op als speelster die met name uitblinkt in het dubbelspel. Hoewel ze tot en met 2004 nog vijf finales in die discipline haalde op de Pro Tour, bleef een tweede toernooizege uit. Niettemin kwalificeerde Hyang-mi zich in 2001 samen met Hyon-hui voor de ITTF Pro Tour Grand Finals in het dubbelspel, waar ze eveneens pas in de eindstrijd afgestopt werden. Het Zuid-Koreaanse duo Lee Eun-sil/Ryu Ji-hae bleek daarin het betere.
Niet alleen de Grand Finals leverde Hyang-mi in 2001 een zilveren medaille op, maar ook het wereldkampioenschap. Daarop stootte ze met de Noord-Koreaanse vrouwenploeg door tot in de finale van het landentoernooi. Het team van China greep daarin in de titel, net zoals op twaalf van de dertien voorgaande WK's.
Hyang-mi's succesvolle periode tot aan 2004 was er een die zich bijna volledig in de discipline vrouwendubbel afspeelde. In het enkelspel strandde ze doorgaans op ieder internationaal toernooi bij de laatste 32 of zestien. Dankzij een wildcard mocht ze toch deelnemen aan haar tweede Olympische toernooi, na een uiterst teleurstellende eerste editie in 1996. Daarop kon de Noord-Koreaanse zowel in het enkel- als dubbelspel na één ronde haar koffers pakken.
Des te verrassender was het dat Hyang-mi in Athene furore maakte in het enkelspel. Ze nam met Hyon-hui weliswaar ook deel aan het dubbeltoernooi, maar strandde hierin in de kwartfinale. In het enkelspel kon echter niemand haar afstoppen totdat ze in de eindstrijd Zhang Yining tegenkwam en met 0-4 klop kreeg. De Chinese stond op dat moment niettemin ook al anderhalf jaar bovenaan de ITTF-wereldranglijst. Daarvoor versloeg Hyang-mi wel Mihaela Şteff (4-2), Niu Jianfeng (4-0), Zhang Xueling (4-2) en Li Jia Wei (4-3). Tegen die laatste knokte ze zich van een 1-3-achterstand terug.